# American Made Music to Strip By
American Made Music to Strip By – album heavymetalowego wokalisty Roba Zombie zawierający remiksy utworów z jego pierwszego solowego albumu, Hellbilly Deluxe. Został wydany 26 października 1999 roku.

## Lista utworów
1. "Dragula" (Si Non Oscillas, Noli Tintinnare Mix) - 4:38
2. "Superbeast" (Porno Holocaust Mix) - 3:58
3. "How to Make a Monster" (Kitty's Purrrrformance Mix) - 4:02
4. "Living Dead Girl" (Subliminal Seduction Mix) - 4:09
5. "Spookshow Baby" (Black Leather Cat Suit) - 4:35
6. "Demonoid Phenomenon" (Sin Lives Mix) - 4:36
7. "The Ballad of Resurrection Joe and Rosa Whore" (Ilsa She-Wolf of Hollywood Mix) - 5:38
8. "What Lurks on Channel X?" (XXX Mix) - 4:07
9. "Meet the CReeper" (Pink Pussy) - 4:47
10. "Return of the Phantom Stranger" (Tuesday Night at the Chop Shop Mix) - 3:32
11. "Superbeast" (Girl on Motorcycle Mix) - 3:49
12. "Meet the Creeper" (Brute Man & Wonder Girl Mix) - 3:46